# Coventry City F.C.
Coventry City Football Club to angielski klub piłkarski z siedzibą w Coventry. Obecnie występuje w Championship.
Największym sukcesem w dotychczasowej historii klubu jest zdobycie Pucharu Anglii w 1987 roku.

## Historia

### Początki (1883-1919)
| Strój Singers F.C. |

Klub został założony w 1883 roku przez pracowników lokalnej firmy Singers, która zajmowała się produkcją rowerów. Z tego powodu pierwotna nazwa zespołu brzmiała Singers Football Club. Klub piłkarski przejął również czerwono-czarne barwy kompanii.
Singers F.C. stał się profesjonalnym klubem piłkarskim po sezonie 1891/1892, kiedy to zdobył trzy lokalne trofea: Puchar Birmingham, Puchar Wednesbury oraz Puchar Walsall. W roku 1894 klub został przyjęty do Birmingham & District League, najsilniejszych rozgrywek, jakie wówczas odbywały się w regionie. Cztery lata później, w roku 1898, klub zmienił swoją nazwę na Coventry City Football Club (a także kolor koszulek na błękitno-granatowy), zaś rok później przeniósł się na stadion Highfield Road, który służył mu przez następne 106 lat.
Pomimo osiągania przeciętnych rezultatów przez kolejne lata, awans zespołu z Coventry do drugiej rundy Pucharu Anglii w sezonie 1907/1908 sprawił, że klub w 1908 roku uzyskał zaproszenie do Ligi Południowej (ang. Southern League), będącej wówczas najsilniejszą klasą rozgrywkową na południu Anglii, przeciwwagą dla The Football League, która skupiała kluby z północnej i środkowej części kraju. W 1910 roku klub osiągnął jeden z najlepszych wyników w swojej historii występów w Pucharze Anglii, dochodząc do ćwierćfinału.
Po I wojnie światowej, która była powodem zawieszenia wszelkich rozgrywek piłkarskich w Anglii, rozszerzono The Football League, zapraszając do niej tym samym kluby leżące na południu kraju, w tym również Coventry.

### Stagnacja (1919-1961)
Klub rozpoczął rozgrywki w drugiej dywizji The Football League w 1919 roku. Drużyna nie potrafiła jednak wygrać spotkania aż do Bożego Narodzenia, stając się również autorem niechlubnego rekordu rozegrania jedenastu kolejnych spotkań bez strzelenia bramki. Zespół z Coventry ostatecznie zdołał się uratować przed degradacją z ligi, wygrywając mecz z Bury F.C., jednak jak wykazało śledztwo przeprowadzone przez Angielski Związek Piłki Nożnej w 1923 roku, kluby te potajemnie „dogadały” się w sprawie wyniku spotkania. Ówczesny prezes Coventry, David Cooke, otrzymał dożywotni zakaz zajmowania się piłką nożną. Atmosfera w zarządzie klubu przełożyła się na rezultaty osiągane przez zawodników, co w konsekwencji przyniosło degradację do trzeciej dywizji ligi angielskiej w roku 1925, w której Coventry City pozostało do roku 1936. W latach 1931–1936 w Coventry grał napastnik Clarrie Bourton, który do dziś pozostaje rekordzistą klubowym w liczbie strzelonych bramek (182).
Coventry City powróciło do drugiej dywizji The Football League na trzy lata przed rozpoczęciem II wojny światowej i niewiele brakowało, by w tym krótkim czasie zdołało pierwszy raz w swojej historii awansować również do pierwszej ligi angielskiej – w sezonie 1937/1938 zabrakło do tego jednego punktu.
Po II wojnie światowej sytuacja stała się diametralnie inna – Harry Storer, menedżer, który objął drużynę z Coventry na początku lat trzydziestych, wyciągając ja z kryzysu i prowadząc niemal do najsilniejszej klasy rozgrywkowej w Anglii, odszedł do klubu Birmingham City w 1945 roku. W 1948 roku Storer wrócił do Coventry, jednak mając do dyspozycji niemal ten sam zespół, który zostawiał trzy lata wcześniej, nie potrafił osiągnąć z nim sukcesu. W 1952 roku klub spadł do trzeciej dywizji ligi angielskiej. Sześć lat później, Coventry City spadło do nowo uformowanej czwartej dywizji, będącej już właściwie ligą regionalną. Z dna udało się odbić już po jednym sezonie, wracając do trzeciej dywizji.

### Błękitna rewolucja Jimmy’ego Hilla (1961-1967)
W 1961 roku menedżerem Coventry City został Jimmy Hill, były piłkarz, a także ówczesny przewodniczący angielskiego Związku Zawodowego Piłkarzy, który zasłynął wygraną walką z Angielskim Związkiem Piłki Nożnej w sprawie maksymalnych zarobków tygodniowych piłkarzy (dotychczas angielska federacja piłkarska ustalała górny limit 20 funtów, co udało się Hillowi znieść). Hill niebawem wprowadził rewolucję także w Coventry, przy pomocy finansowej prezesa klubu, Derricka Robbinsa. Wprowadził jednolity, błękitny strój, co było pierwszym przypadkiem w historii piłki nożnej posiadania przez klub jednolitego stroju piłkarskiego (nie licząc strojów w pełni białych). Nowy menedżer napisał również słowa do nowej piosenki klubowej – „The Sky Blue Song” („Błękitna pieśń”), na czym jednak nie zakończyła się jego praca na rzecz kibiców Coventry. Wprowadził on specjalne, błękitne pociągi, którymi od tej pory fani drużyny mogli jeździć na spotkania wyjazdowe. Hill zachęcił również młodszych fanów do przychodzenia na stadion i kibicowania rozdawaniem darmowych poczęstunków, czy organizowaniem atrakcji rozrywkowych na stadionie przed i w przerwie meczu (co dziś można zauważyć na stadionie niemal każdego klubu).
Najważniejsza rewolucja dokonała się jednak w samych wynikach, jakie zaczął osiągać zespół. Już w sezonie 1962/1963 Hill poprowadził Coventry do kolejnego ćwierćfinału Pucharu Anglii w historii klubu. W sezonie 1963/1964 Coventry City zostało mistrzem trzeciej dywizji ligi angielskiej. Najważniejsze wydarzenie w dotychczasowej historii klubu przyszło jednak w sezonie 1966/1967. Zespół z Coventry w wielkim stylu wygrał drugą ligę angielską, nie notując porażki przez 25 kolejnych spotkań. Po raz pierwszy w swojej historii mógł świętować awans do angielskiej ekstraklasy.
Dwa dni przed debiutem Coventry City w pierwszej dywizji, Jimmy Hill zrezygnował ze swojego stanowiska i skoncentrował się na karierze telewizyjnej.

### 34 lata w ekstraklasie (1967-2001)
Nagła rezygnacja Hilla spowodowała, że magia, która powstała za jego udziałem wokół klubu, prysła, w związku z czym zespołowi z Coventry nie dawano większych szans na utrzymanie się w ekstraklasie angielskiej. Klub – z nowym menedżerem, Noelem Cantwellem – utarł jednak nosa takim głosom, broniąc swojej pozycji w najwyższej klasie rozgrywkowej w Anglii przez następne dwa lata, zaś w sezonie 1969/1970 notując doskonałe, szóste miejsce na koniec sezonu, co pozwoliło po raz pierwszy – i jak na razie ostatni – awansować drużynie z Coventry do europejskich pucharów. W Pucharze Miast Targowych (dzisiejszy Puchar UEFA) klub zakończył swój udział na II rundzie, odpadając w dwumeczu z niemieckim Bayernem Monachium.
Cantwell został zwolniony w 1972 roku. Na jego miejsce najpierw przybył Joe Mercer, a w 1974 roku Gordon Milne, który osiągnął z zespołem godne uwagi wyniki, takie jak 7. miejsce w lidze w sezonie 1977/1978 oraz półfinał Pucharu Ligi Angielskiej w sezonie 1980/1981. Główną postacią w klubie z Coventry w tamtejszym okresie był jednak nie trener, nie grający atrakcyjnie dla oka piłkarze, a Jimmy Hill, który w 1974 roku powrócił do klubu jako dyrektor zarządzający. Rok później, Hill zastąpił Derricka Robbinsa na stanowisku prezesa Coventry City i ponownie zajął się reformowaniem angielskiej piłki nożnej. W 1981 roku uczynił Highfield Road pierwszym stadionem w Anglii, który na trybunach miał wszystkie miejsca siedzące. W tym samym roku podpisał również z lokalną firmą motoryzacyjną Talbot pierwszą umowę sponsorską w historii ligi angielskiej i na koszulki Coventry City trafiło logo brytyjskiej kompanii. Reformy Jimmy’ego Hilla tym razem nie znalazły jednak rozgłosu – modyfikacja stadionu tylko pogorszyła frekwencję, a krzesełka zdemolowali po jednym ze spotkań przyjezdni kibice Leeds United. Telewizja BBC, mająca wówczas prawa do transmisji spotkań ligi angielskiej, zakazała natomiast transmitowanym zespołom występowania w koszulkach z logami sponsorów, toteż piłkarze Coventry City przed kamerami występowali ostatecznie w alternatywnym stroju bez żadnych nadruków. Hill definitywnie zrezygnował ze stanowiska w 1983 roku, mimo to pozostając dla fanów Coventry City prawdziwą legendą tego klubu.
Nowym prezesem klubu został John Poynton. Przez kolejne trzy sezony klub z trudem unikał degradacji. W 1986 roku zatrudniono w Coventry duet trenerski złożony z byłych zawodników klubu, George’a Curtisa oraz Johna Silletta. Już w pierwszym sezonie swojej pracy osiągnęli oni największy sukces w historii Coventry City, zdobywając z klubem Puchar Anglii. W finale, rozgrywanym na londyńskim Wembley, Coventry pokonało po dogrywce Tottenham Hotspur. Był to pierwszy – i jak dotychczas, jedyny – krajowy puchar w dorobku klubu. Zespół nie mógł jednak reprezentować Anglii w Pucharze Zdobywców Pucharów w następnym sezonie z powodu kary, jaką na angielskie kluby piłkarskie nałożyła UEFA w związku z tragicznymi zamieszkami na stadionie Heysel w Brukseli.
Przez kolejne trzy sezony zespół już indywidualnie prowadził Sillett. Potrafił on ustabilizować klub z Coventry w środku tabeli ekstraklasy angielskiej, jednak w rozgrywkach pucharowych jego drużyna rozczarowywała, wskutek czego w listopadzie 1990 roku nowym trenerem zespołu został Terry Butcher, mający wówczas zaledwie 32 lata wciąż aktywny piłkarz, który parę miesięcy wcześniej reprezentował Anglię na Mistrzostwach Świata we Włoszech. Brak doświadczenia szkoleniowego i idące za tym słabe wyniki spowodowały, że w styczniu 1992 roku Butchera zastąpił Don Howe. Nowemu trenerowi udało się utrzymać Coventry w ekstraklasie, dzięki czemu klub ten mógł wystąpić w następnym sezonie w nowo uformowanej Premier League.
Latem ponownie dokonano zmiany trenera i pierwszym szkoleniowcem, który poprowadził Coventry City w Premiership, był Bobby Gould. Przez kolejne sezony, za kadencji Goulda, Phila Neala oraz Rona Atkinsona, zespół regularnie kończył rozgrywki ligowe w dolnej połowie tabeli, mimo to unikając degradacji do drugiej ligi. W sezonie 1995/1996, drużyna utrzymała się w ekstraklasie tylko dzięki lepszemu bilansowi strzelonych bramek, niż zespół Manchesteru City, który spadł z Premier League. Na początku kolejnych rozgrywek, nowym trenerem drużyny z Coventry został jeden z jej ówczesnych zawodników, Gordon Strachan. W swoim pierwszym sezonie pracy, niemal cudem uniknął on degradacji ze swoim klubem. Dzięki zwycięstwie nad zespołem Tottenhamu oraz porażce drużyny Sunderlandu w ostatniej kolejce ligowej, a także karze odjęcia 3 punktów, jaką nałożył Angielski Związek Piłki Nożnej na zespół Middlesbrough, drużyna z Coventry po ostatniej serii spotkań „przeskoczyła” obydwa kluby w tabeli, kończąc sezon na ostatnim z bezpiecznych, siedemnastym miejscu. Strachan zakończył również wówczas karierę zawodniczą, by skupić się na pracy szkoleniowca. Początkowo przynosiło to efekty, bowiem Coventry City ukończyło rozgrywki w 1998 roku na 11. miejscu, dochodząc również do ćwierćfinału Pucharu Anglii. Już w następnym sezonie zespół powrócił jednak do tradycyjnej walki o przetrwanie w ekstraklasie angielskiej. Co udawało się przez pierwsze dwa lata, nie udało się w sezonie 2000/2001, kiedy to szczęście po 34 latach odwróciło się od klubu z Coventry. Zespół ukończył rozgrywki ligowe na 19. miejscu i musiał pożegnać się z Premier League.

### Poza Premiership (2001-2012)

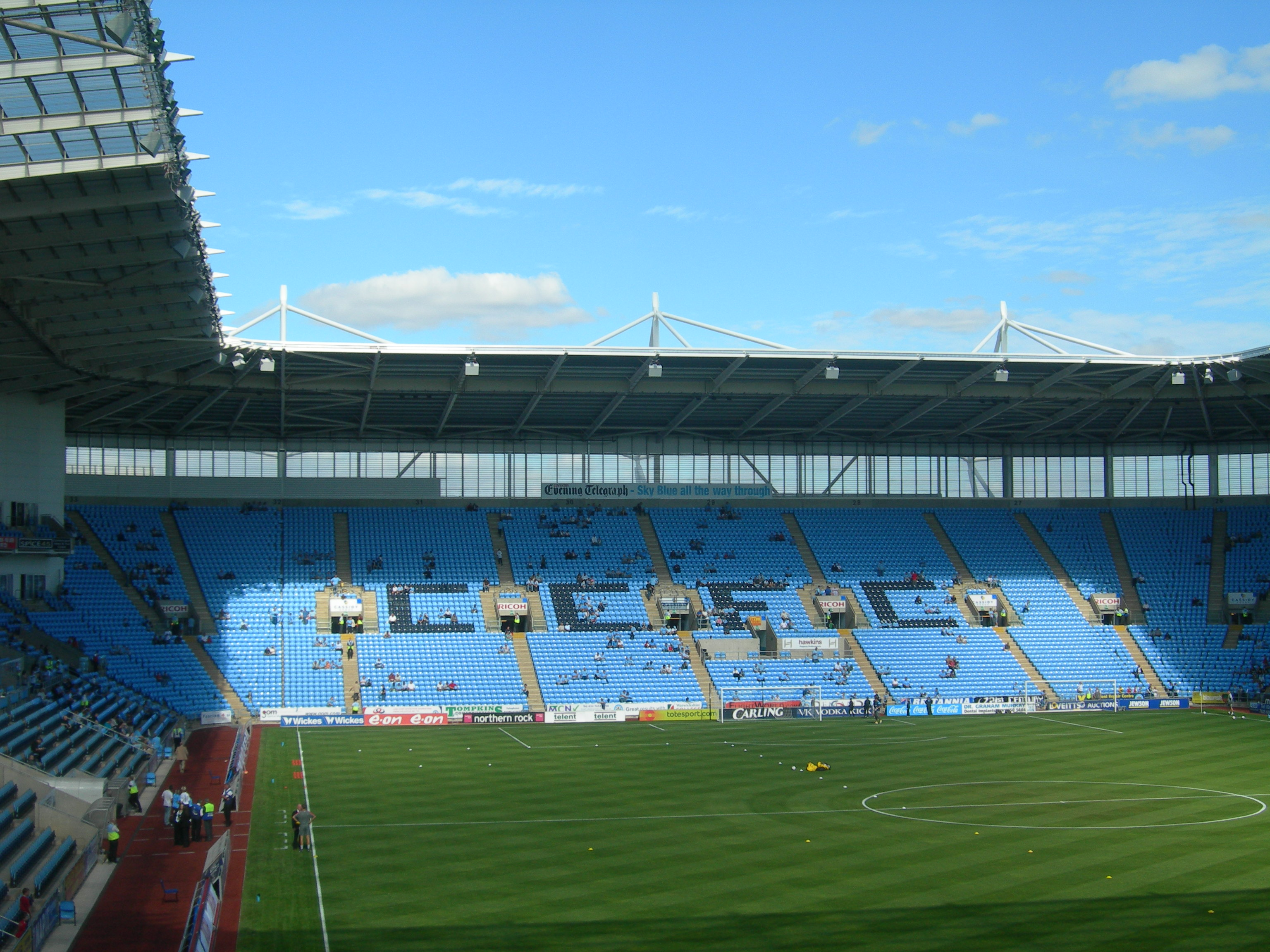
Ricoh Arena

W klubie natychmiast postawiono za cel powrotny awans do angielskiej ekstraklasy. Z powodu kiepskich wyników osiąganych przez zespół, już po pięciu kolejkach nowego sezonu zwolniono Strachana, a jego miejsce zajął kolejny ówczesny piłkarz Coventry City, Roland Nilsson. Poprowadził on jednak drużynę zaledwie do 11.miejsca w tabeli końcowej, które nie dało żadnych szans na awans do Premier League. Nilsson został zwolniony, a za kadencji kolejnych szkoleniowców było już tylko gorzej i drużyna z Coventry walczyła jedynie o utrzymanie się w drugiej lidze. Latem 2005 roku klub, po ponad 100 latach gry na stadionie Highfield Road, przeniósł się na nowy obiekt, Ricoh Arena. Iskierka nadziei na walkę o Premier League pojawiła się, gdy w meczu otwarcia sezonu 2005/2006 Coventry City pokonało Queens Park Rangers 3-0 w swoim pierwszym, historycznym występie na nowym stadionie. Zespół ukończył jednak tamte rozgrywki na ósmym miejscu, a od kolejnego sezonu powrócił do walki jedynie o miejsca w środku tabeli.
Od momentu spadku do drugiej ligi angielskiej, klub borykał się także z brakiem inwestorów i rosnącym wskutek tego zadłużeniem. Klubowi wyznaczono datę 14 grudnia 2007 roku jako ostateczny termin spłacenia 38 milionów funtów długu i tegoż dnia podpisano umowę przejęcia Coventry City przez konsorcjum należące do byłego piłkarza, Raya Ransona. Nie rozwiązało to jednak problemów z walką o ekstraklasę angielską i sezon 2007/2008 zespół ukończył zaledwie na 21. miejscu w tabeli, zapewniając sobie utrzymanie w lidze w ostatniej kolejce rozgrywek.

## Przydomek
Kiedy w 1908 roku Coventry City uzyskało zaproszenie do gry w Lidze Południowej, dziennikarz lokalnej gazety zwrócił uwagę, że klub jako jeden z niewielu nie posiadał jeszcze oficjalnego przydomka. Zaproponowano nazwę The Bantams (ang. „bantam” – „bokser wagi koguciej”), co miało podkreślać fakt, iż zespół dopiero debiutował na większej arenie angielskiej piłki nożnej, złożonej ze znacznie bardziej utytułowanych klubów. Przydomek przylgnął do zespołu i pozostał przy nim aż do roku 1962, kiedy to ówczesny charyzmatyczny prezes klubu, Jimmy Hill, zmienił strój drużyny na jednolity, błękitny, zmieniając również klubowy przydomek na The Sky Blues (Błękitni).

## Stadion

### Lista stadionów
(w nawiasach lata korzystania z obiektu)
- Dowells Field (1883-1887)
- Stoke Road (1887-1899)
- Highfield Road (1899-2005)
- Ricoh Arena (2005-)

### Highfield Road

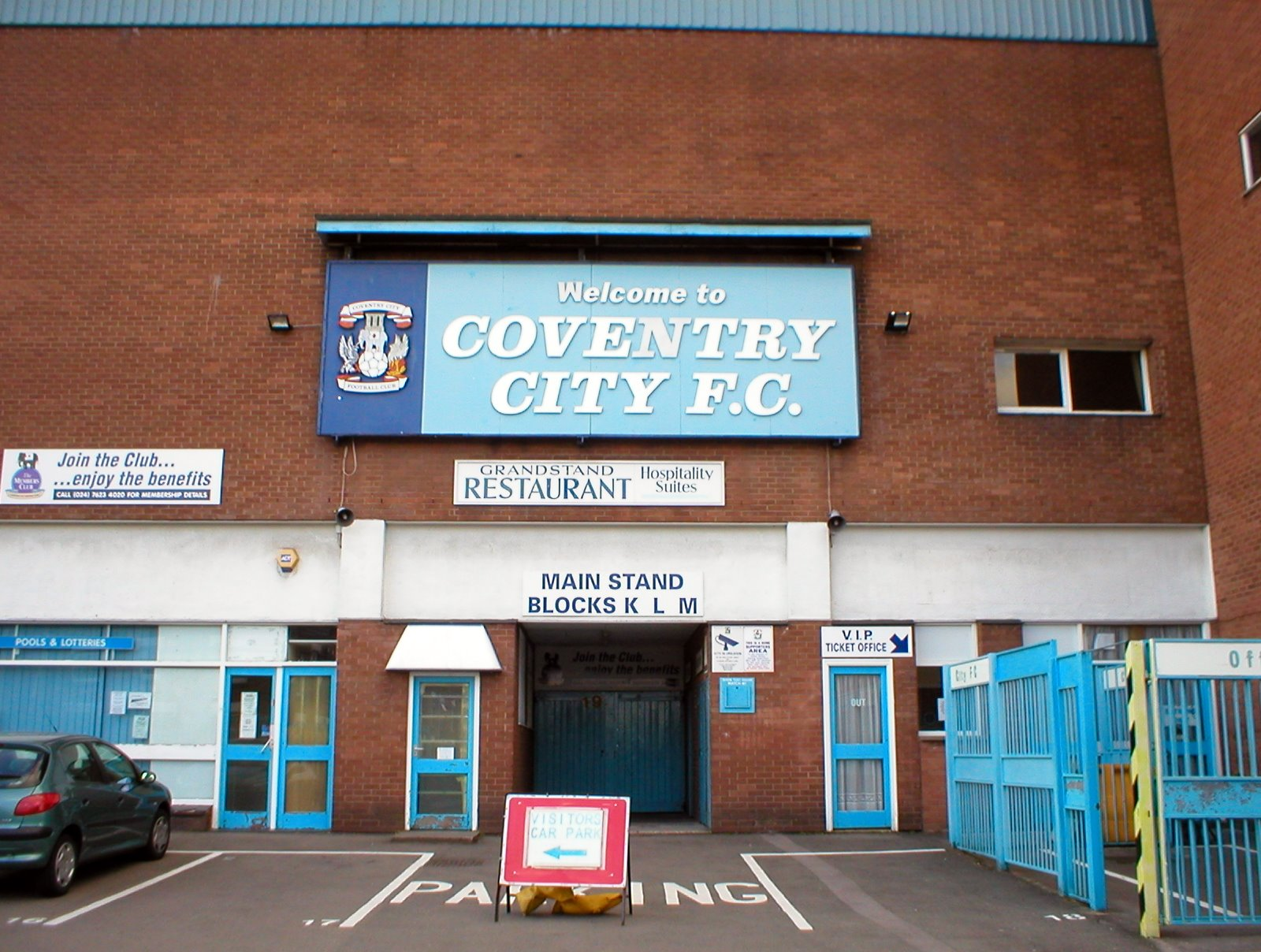
Jedno z wejść do stadionu Highfield Road

Klub przeniósł się na obiekt Highfield Road, położony niedaleko centrum miasta, w 1899 roku. W listopadzie 1940 roku, płyta boiska została zbombardowana przez lotnictwo Luftwaffe. Sam obiekt doznał jednak niewielkich zniszczeń, dzięki czemu udało się go uratować. Stadion przeżywał najwyższą frekwencję w pamiętnych dla klubu latach sześćdziesiątych, kiedy w Coventry City dokonała się tak zwana „błękitna rewolucja”. Mecz z drużyną Wolverhampton Wanderers w sezonie 1966/1967, który dał klubowi z Coventry historyczny awans do ekstraklasy angielskiej, oglądała rekordowa liczba widzów – 51 455. W 1968 roku główna trybuna stadionu spłonęła w pożarze, który nie spowodował na szczęście żadnych ofiar w ludziach. Modernizacja obiektu na rzecz bezpieczeństwa widzów została intensywnie wzmożona. W 1981 roku Highfield Road stał się najbardziej nowoczesnym stadionem w Anglii, posiadając wszystkie miejsca na trybunach siedzące. Obniżyło to jednak pojemność obiektu do zaledwie 21 000 miejsc, co niekorzystnie odbiło się na liczbie widzów przychodzących na spotkania. W 1985 roku część siedzeń została wymontowana, jednak wymogiem Angielskiego Związku Piłki Nożnej, dotyczącym przekształcenia stadionów pierwszoligowych w obiekty o wszystkich miejscach siedzących (tzw. Raport Taylora), powróciły one w roku 1993. Ostateczna pojemność stadionu wyniosła 23 500 miejsc.
Ostatni mecz na Highfield Road drużyna z Coventry rozegrała 30 kwietnia 2005 roku, pokonując 6:2 zespół Derby County.

### Ricoh Arena
Decyzję o wybudowaniu nowego stadionu na północnych przedmieściach Coventry podjęto w 1998 roku. Pierwotnie miał to być supernowoczesny, wielofunkcyjny obiekt o pojemności 45 000 miejsc. Spadek do drugiej ligi angielskiej, wycofanie się z klubu inwestorów, a także nieprzyznanie Anglii organizacji Mistrzostw Świata w piłce nożnej w 2006 roku spowodowały, że plany radykalnie zmieniono. Ostatecznie na stadionie umieszczono 32 000 miejsc dla widzów. Po nieudanych pertraktacjach z lokalnym koncernem motoryzacyjnym Jaguar, prawa do nazwy stadionu nabyła ostatecznie japońska firma elektronicza Ricoh.
Pierwszy mecz na nowym obiekcie Coventry City rozegrało 20 sierpnia 2005 roku, pokonując 3:0 drużynę Queens Park Rangers.

## Rywalizacje
Najzagorzalszymi rywalizacjami są dla kibiców Coventry City potyczki z zespołami pochodzącymi z nieopodal położonych miast, zwłaszcza Birmingham.
Rywale:
- Aston Villa
- Birmingham City
- Leicester City (tzw. M69 Derby – nazwa pochodzi o numeru autostrady, łączącej oba miasta)
- Nottingham Forest
- West Bromwich Albion
- Wolverhampton Wanderers

## Aktualna kadra

### Zawodnicy
stan na 1 sierpnia 2013
| Nr | Poz. | Piłkarz              |
| -- | ---- | -------------------- |
| 1  | BR   | Joe Murphy           |
| 2  | OB   | Cyrus Christie       |
| 3  | OB   | Blair Adams          |
| 6  | PO   | Conor Thomas         |
| 7  | PO   | John Fleck           |
| 8  | PO   | Carl Baker (kapitan) |
| 9  | NA   | Leon Clarke          |
| 13 | BR   | Lee Burge            |
| 14 | PO   | Franck Moussa        |
| 16 | PO   | Adam Barton          |
| 17 | PO   | Billy Daniels        |
| 18 | OB   | Aaron Phillips       |
| 19 | OB   | Jordan Willis        |

| Nr | Poz. | Piłkarz            |
| -- | ---- | ------------------ |
| 20 | NA   | Callum Wilson      |
| 24 | OB   | Jordan Clarke      |
| 30 | PO   | Louis Garner       |
| 31 | OB   | Ryan Haynes        |
| 32 | PO   | Leon Lobjoit       |
| 33 | NA   | Ben Maund          |
| 34 | PO   | Lewis Rankin       |
| -- | BR   | Chris Dunn         |
| -- | OB   | William Edjenguélé |
| -- | PO   | Steve Jennings     |
| -- | OB   | Kévin Malaga       |
| -- | PO   | Gary McSheffrey    |

### Sztab szkoleniowy
| Name            | Position                          |
| --------------- | --------------------------------- |
| Steven Pressley | menadżer                          |
| Steve Ogrizovic | trener bramkarzy                  |
| Gregor Rioch    | trener drużyny juniorów           |
| Richard Stevens | asystent trenera drużyny juniorów |
| Dave Hart       | fizjoterapeuta                    |

## Statystyka

### Osiągnięcia
- Puchar Anglii:
  - zwycięstwo – 1987
- Puchar Ligi Angielskiej:
  - półfinał – 1980/1981, 1989/1990
- Football League First Division
  - 6. miejsce – 1970
- Football League Second Division
  - mistrzostwo – 1967
- Football League Third Division
  - mistrzostwo – 1936, 1964
- Football League Fourth Division
  - wicemistrzostwo – 1959

### Klubowe rekordy
- Najwięcej występów:
  -  Steve Ogrizovic – 601
- Najwięcej bramek:
  -  Clarrie Bourton – 182
- Najwyższe zwycięstwo:
  - 9:0 przeciwko Bristol City – 28 kwietnia 1934 roku
- Najwyższe zwycięstwo w Premiership:
  - 5:0 przeciwko Blackburn Rovers – 9 grudnia 1995 roku
- Najwyższa porażka:
  - 2:11 przeciwko Berwick Rangers – 2 listopada 1901 roku
- Najwyższa porażka w Premiership:
  - 0:5 przeciwko Manchesterowi United – 28 grudnia 1992 roku
  - 0:5 przeciwko West Ham United – 22 kwietnia 2000 roku
  - 1:6 przeciwko Chelsea – 21 października 2000 roku
- Najwyższa frekwencja:
  - 51 455 widzów – 29 kwietnia 1967 roku przeciwko Wolverhampton Wanderers
- Najniższa frekwencja:
  - 1086 widzów – 15 października 1985 roku przeciwko Millwall
- Najdroższy kupiony zawodnik:
  -  Craig Bellamy – 6 mln funtów – w 2000 roku z Norwich City
- Najdroższy sprzedany zawodnik:
  -  Robbie Keane – 13 mln funtów – w 2000 roku do Interu Mediolan

## Europejskie puchary
Legenda do wszystkich tabel:
- Q – runda eliminacyjna, 1/16, 1/8, 1/4, 1/2 – odpowiednia faza rozgrywek, Grupa – runda grupowa, 1r gr – pierwsza runda grupowa, 2r gr – druga runda grupowa, F – finał, R – runda, PO – play-off
- k. – rzuty karne, los. – losowanie, Dogr. – dogrywka, w. – zasada bramek strzelonych na wyjeździe

| Sezon   | Rozgrywki              | Runda | Przeciwnik       | Dom | Wyjazd | Ogólnie |
| ------- | ---------------------- | ----- | ---------------- | --- | ------ | ------- |
| 1970/71 | Puchar Miast Targowych | 1R    | Trakija Płowdiw  | 2–0 | 4–1    | 6–1     |
| 1970/71 | Puchar Miast Targowych | 2R    | Bayern Monachium | 2–1 | 1–6    | 3–7     |

## Menedżerowie
(gwiazdką oznaczeni zostali tymczasowi opiekunowie drużyny)
| Anglia   | William Stanley     | 1883-1885 |
| Anglia   | Hary Hathaway       | 1885-1887 |
| Anglia   | JG Morgan           | 1887-1892 |
| Anglia   | Teddy Kirk          | 1893      |
| Anglia   | George Maley        | 1893      |
| Anglia   | Joe Collins         | 1893-1895 |
| Anglia   | Tom Cashmore        | 1895-1900 |
| Anglia   | B. Newhall          | 1900-1902 |
| Irlandia | Michael O’Shea      | 1902-1905 |
| Anglia   | Joe Beaman          | 1905-1908 |
| Anglia   | Walter Harris       | 1908-1909 |
| Anglia   | Harry Buckle        | 1909-1911 |
| Anglia   | Robert Wallace      | 1911-1914 |
| Anglia   | Frank Scott-Walford | 1914-1915 |
| Anglia   | H. Howard           | 1915-1916 |
| Anglia   | William Clayton     | 1917-1919 |
| Anglia   | Harry Pollitt       | 1919-1920 |
| Anglia   | Albert Evans        | 1920-1924 |
| Anglia   | Harry Harbourne *   | 1924-1925 |
| Anglia   | James Kerr          | 1925-1928 |
| Anglia   | Jimmy McIntyre      | 1928-1931 |
| Anglia   | William Slade *     | 1931      |
| Anglia   | Harry Storer        | 1931-1945 |
| Anglia   | Dick Bayliss        | 1945-1947 |
| Anglia   | Billy Frith         | 1947-1948 |
| Anglia   | Harry Storer        | 1948–1953 |
| Anglia   | Jack Fairbrother    | 1954      |
| Anglia   | Charlie Elliott *   | 1954−1955 |
| Anglia   | Jesse Carver        | 1955      |
| Anglia   | George Raynor       | 1956      |
| Anglia   | Harry Warren        | 1956–1957 |
| Anglia   | Billy Frith         | 1957-1961 |
| Anglia   | Jimmy Hill          | 1961-1967 |

| Irlandia           | Noel Cantwell                 | 1967-1972 |
| Anglia             | Ron Dennison *                | 1972      |
| Anglia             | Joe Mercer                    | 1972-1974 |
| Anglia             | Gordon Milne                  | 1974-1981 |
| Anglia             | Dave Sexton                   | 1981-1983 |
| Anglia             | Bobby Gould                   | 1983-1984 |
| Szkocja            | Don Mackay                    | 1984–1986 |
| Anglia             | George Curtis                 | 1986–1987 |
| Anglia             | John Sillett                  | 1987–1990 |
| Anglia             | Terry Butcher                 | 1990–1992 |
| Anglia             | Don Howe *                    | 1992      |
| Anglia             | Bobby Gould                   | 1992–1993 |
| Anglia             | Phil Neal                     | 1993–1995 |
| Anglia             | Ron Atkinson                  | 1995–1996 |
| Szkocja            | Gordon Strachan               | 1996–2001 |
| Szwecja            | Roland Nilsson                | 2001–2002 |
| Anglia             | Trevor Peake *                | 2002      |
| Szkocja            | Gary McAllister               | 2002−2003 |
| Szkocja            | Eric Black                    | 2003–2004 |
| Anglia             | Steve Ogrizovic *             | 2004      |
| Anglia             | Peter Reid                    | 2004–2005 |
| Anglia             | Adrian Heath *                | 2005      |
| Anglia             | Micky Adams                   | 2005–2007 |
| Anglia             | Adrian Heath *                | 2007      |
| Irlandia Północna  | Iain Dowie                    | 2007–2008 |
| Australia · Anglia | John Harbin * Frank Bunn *    | 2008      |
| Walia              | Chris Coleman                 | 2008–2010 |
| Anglia             | Aidy Boothroyd                | 2010–2011 |
| Anglia             | Steve Harrison & Andy Thorn * | 2011      |
| Anglia             | Andy Thorn                    | 2011–2012 |
| Anglia             | Mark Robins                   | 2012−2013 |

## Drużyna kobiet
Klubowa sekcja piłki nożnej kobiet – Coventry City Ladies Football Club – powstała w 1991 roku. Wystartowała w rozgrywkach West Midlands Regional League, będących zapleczem kobiecej Premier League. W sezonie 1996/1997, drużyna zdobyła mistrzostwo ligi, nie ponosząc żadnej porażki w rozgrywkach, wygrywając także Puchar Ligi Angielskiej. Przez kolejne pięć sezonów kobiecy zespół występował w ekstraklasie angielskiej, po czym w roku 2002 spadł do drugiej ligi. W sezonie 2003/2004 klub ponownie awansował do Premier League, jednak utrzymał się w niej tylko rok. Od tego czasu drużyna bezskutecznie walczy o powrót do angielskiej ekstraklasy, osiągając zarówno w 2007, jak i 2008 roku drugie, nie dające awansu miejsce w tabeli końcowej regionalnej drugiej ligi.
W 1995 roku powstała klubowa sekcja juniorek – Coventry City Girls Football Club. Z początku była ona organizacją w pełni niezależną od zespołu seniorskiego, jednak latem 2003 roku obie sekcje nawiązały ścisłą współpracę.